# Cody Thompson
Cody Hansbrough Thompson (sinh ngày 12 tháng 2 năm 1987) là một chính khách người Mỹ, người đã được bầu vào Hạ viện West Virginia trong cuộc bầu cử lập pháp tiểu bang năm 2018. Ông đại diện cho Khu vực Hạ viện thứ 43 với tư cách là thành viên của Đảng Dân chủ.
Kể từ khi tuyên thệ nhậm chức, ông là thành viên đồng tính công khai duy nhất của cơ quan lập pháp bang.